# Geometrischer Ort
In der Elementargeometrie bezeichnet geometrischer Ort (Plural: geometrische Örter) eine Menge von Punkten, die eine bestimmte, gegebene Eigenschaft haben. In der ebenen Geometrie ist dies in der Regel eine Kurve, wofür man auch das Wort Ortskurve oder Ortslinie verwendet. In der Navigation spricht man hingegen von Standlinien.
Ortslinien sind grundlegend für geometrische Konstruktionen seit Euklids Elementen: Ein Punkt wird dadurch bestimmt, dass zwei Ortslinien angegeben werden, deren Schnittpunkt er bildet. Im klassischen Fall, in dem nur Zirkel und Lineal zugelassen sind, sind das zwei Geraden, zwei Kreise oder eine Gerade und ein Kreis.

## Beispiele

### Die klassischen Ortslinien in der ebenen Geometrie
- Die Ortslinie aller Punkte, die von einem gegebenen Punkt {\displaystyle M} einen festen Abstand {\displaystyle r} haben, ist der Kreis um {\displaystyle M} mit dem Radius {\displaystyle r}.
- Die Ortslinie aller Punkte, die von einer gegebenen Geraden {\displaystyle g} einen festen Abstand {\displaystyle d} haben, ist das Paar von Parallelen zu {\displaystyle g} im Abstand {\displaystyle d}.
- Die Ortslinie aller Punkte, die von zwei gegebenen Punkten {\displaystyle A} und {\displaystyle B} den gleichen Abstand haben, ist die Mittelsenkrechte über der Strecke {\displaystyle {\overline {AB}}}.
- Die Ortslinie aller Punkte, die von zwei gegebenen sich schneidenden Geraden {\displaystyle g} und {\displaystyle h} den gleichen Abstand haben, ist das Paar von Winkelhalbierenden zu {\displaystyle g} und {\displaystyle h}.
- Die Ortslinie aller Punkte, die von zwei gegebenen parallelen Geraden {\displaystyle g} und {\displaystyle h} den gleichen Abstand haben, ist die Mittelparallele zu {\displaystyle g} und {\displaystyle h}.
- Die Ortslinie aller Punkte, die von einem gegebenen Punkt aus in einer bestimmten Richtung liegen, ist die Gerade durch diesen Punkt mit der gegebenen Richtung (z. B. Peilung).

### Geometrische Örter, die keine Ortslinien sind
- Der geometrische Ort aller Punkte, deren Abstand von einem gegebenen Punkt {\displaystyle M} kleiner ist als eine feste Zahl {\displaystyle r}, ist die offene Kreisscheibe um {\displaystyle M} mit dem Radius {\displaystyle r}.
- Der geometrische Ort aller Punkte, deren Abstand von einem gegebenen Punkt {\displaystyle A} nicht größer ist als der Abstand von einem anderen gegebenen Punkt {\displaystyle B}, ist die abgeschlossene Halbebene, die von der Mittelsenkrechten über der Strecke {\displaystyle {\overline {AB}}} begrenzt wird und in der {\displaystyle A} liegt.
- usw.
- Der geometrische Ort aller Punkte, die von den drei Ecken eines Dreiecks gleich weit entfernt sind, ist der Umkreismittelpunkt.
- Der geometrische Ort aller Punkte, die von den drei Seiten eines Dreiecks gleich weit entfernt sind, ist der Inkreismittelpunkt.

### Räumliche Geometrie
- Der geometrische Ort aller Punkte, die von einem gegebenen Punkt {\displaystyle M} einen festen Abstand {\displaystyle r} haben, ist die Kugelfläche um {\displaystyle M} mit dem Radius {\displaystyle r}. Praktische Beispiele sind etwa Schrägdistanzen und die Ortung mit GPS-Satelliten.
- Der geometrische Ort aller Punkte, die von einem gegebenen Punkt {\displaystyle M} und einer gegebenen Ebene {\displaystyle E} den gleichen Abstand haben, bildet ein Paraboloid um {\displaystyle M}.
- usw.

### Weitere Beispiele aus der ebenen Geometrie
- Die Ortslinie aller Scheitel von rechten Winkeln, deren Schenkel durch zwei gegebene Punkte {\displaystyle A} und {\displaystyle B} gehen, ist der Thaleskreis über der Strecke {\displaystyle {\overline {AB}}}.
- Die Ortslinie aller Punkte, von denen aus zwei gegebene Punkte {\displaystyle A} und {\displaystyle B} unter einem bestimmten Winkel {\displaystyle \varphi } gesehen werden, ist das Fasskreisbogenpaar über {\displaystyle {\overline {AB}}} mit dem Peripheriewinkel (Umfangswinkel) {\displaystyle \varphi }.
- Die Ortslinie aller Punkte, für die die Summe ihrer Abstände von zwei gegebenen Punkten {\displaystyle F_{1}} und {\displaystyle F_{2}} den festen Wert {\displaystyle 2a} hat, ist die Ellipse mit den Brennpunkten {\displaystyle F_{1}} und {\displaystyle F_{2}} und der großen Halbachse {\displaystyle a}.
- Die Ortslinie aller Punkte, für die die Differenz ihrer Abstände von zwei gegebenen Punkten {\displaystyle F_{1}} und {\displaystyle F_{2}} den festen Wert {\displaystyle 2a} hat, ist die Hyperbel mit den Brennpunkten {\displaystyle F_{1}} und {\displaystyle F_{2}} und der reellen Halbachse {\displaystyle a}.
- Die Ortslinie aller Punkte, die zu einer gegebenen Geraden {\displaystyle g} und einem gegebenen Punkt {\displaystyle F} den gleichen Abstand haben, ist die Parabel mit dem Brennpunkt {\displaystyle F} und der Leitlinie (Leitgeraden) {\displaystyle g}.
- Der geometrische Ort aller Punkte, für die der Quotient ihrer Abstände von zwei gegebenen Punkten einen bestimmten Wert {\displaystyle \lambda \neq 1} hat, ist der Kreis des Apollonios.

## Anwendungsbeispiel
Um die Tangente an einen gegebenen Kreis {\displaystyle k} (mit Mittelpunkt {\displaystyle M}) zu zeichnen, die durch einen außerhalb des Kreises vorgegebenen Punkt {\displaystyle P} geht, reicht es nicht aus, mit dem Lineal eine Linie zu ermitteln, die durch {\displaystyle P} geht und {\displaystyle k} möglichst gut „streift“. Vielmehr ist zunächst der auf dem Kreis gelegene Berührpunkt zu ermitteln. Dieser ergibt sich als Schnittpunkt zweier Ortslinien:
- Erste Ortslinie ist hier der bereits gegebene Kreis.
- Zweite Ortslinie ist in diesem Fall der Thaleskreis über der Strecke {\displaystyle {\overline {PM}}}.

Es ergeben sich zwei Schnittpunkte, folglich zwei Tangenten.